# 奧代皮利
49°20′15″N 29°58′35″E / 49.33750°N 29.97639°E
奧代皮利（烏克蘭語：Одайпіль）是位於烏克蘭北部的村莊，由基辅州白采爾克瓦區的泰蒂伊夫市鎮負責管轄。該村面積1.02平方公里，海拔高度223米，2001年人口330，人口密度每平方公里323.5人。